# Quadrella serenei
Quadrella serenei is een krabbensoort uit de familie van de Trapeziidae. De wetenschappelijke naam van de soort is voor het eerst geldig gepubliceerd in 1986 door Galil.